# Pescara (Ferrara)
Pescara is een plaats (frazione) in de Italiaanse gemeente Ferrara.